# パーシバル (駆逐艦)
|          |                                                     |
| 艦歴     |                                                     |
| 発注     |                                                     |
| 起工     | 1918年7月4日                                        |
| 進水     | 1918年12月5日                                       |
| 就役     | 1920年3月1日                                        |
| 退役     | 1930年4月26日                                       |
| 除籍     | 1930年11月18日                                      |
| その後   | 1931年にスクラップとして廃棄                        |
| 性能諸元 |                                                     |
| 排水量   | 1,215トン                                           |
| 全長     | 314 ft 4 1/2 in (95.82 m)                           |
| 全幅     | 30 ft 11 1/2 in (9.44 m)                            |
| 吃水     | 9 ft 4 in (2.84 m)                                  |
| 機関     | ギアード・タービン2軸推進、26,500 SHP (20 MW)       |
| 最大速   | 35 ノット (65 km/h)                                 |
| 航続距離 | 4,900 海里 (9,100 km)（15ノット時）                 |
| 乗員     | 士官、兵員128名                                     |
| 兵装     | 4インチ砲4門、3インチ砲1門、 21インチ魚雷発射管12門 |

パーシバル (USS Percival, DD-298) は、アメリカ海軍の駆逐艦。クレムソン級駆逐艦の1隻。艦名はジョン・パーシバルに因む。

## 艦歴
パーシバルは1918年7月4日にカリフォルニア州サンフランシスコのベスレヘム造船で起工する。1918年12月5日にエレノア・ワーツバウによって進水し、1920年3月1日に艦長レイモンド・スプルーアンス中佐の指揮下就役する。
カリフォルニア州沿岸での公試後、パーシバルはサンディエゴを拠点とする太平洋巡洋艦駆逐艦部隊第4戦隊第5小艦隊に配属される。1923年9月8日にホンダポイント遭難事件にまき込まれるが損傷を回避し、その数日後に第11戦隊の旗艦となる。その後は太平洋戦闘艦隊の定例艦隊演習に参加した。
パーシバルは1930年4月26日に退役し、1931年にスクラップとして廃棄された。